# Ren Zhengfei
Ren Zhengfei (chinois simplifié : 任正非 ; pinyin : Rén Zhèngfēi), né le 25 octobre 1944 dans la province du Guizhou, est un entrepreneur chinois, fondateur et président-directeur général de Huawei Technologies. 
Ancien cadre de l’Armée populaire, il est membre du Parti communiste chinois.

## Biographie
D’origine modeste, Ren Zhengfei est né le 25 octobre 1944. Il est l’ainé de sept enfants de parents instituteurs dans la province du Guizhou. Évoquant cette période, Ren Zhengfei indique : « Ma vie personnelle a été douloureuse et solitaire ». Son enfance est marquée par la famine du Grand Bond en avant. En 1963, il est diplômé, dans le domaine de l’ingénierie, de l'université de Chongqing. Pendant la Révolution culturelle, il doit interrompre ses études.
Il commence à travailler dans le génie civil. Puis, en 1974, il intègre l’Armée Populaire de Libération (APL) en tant que technicien militaire. Il y est l’inventeur de plusieurs réalisations technologiques. Il est alors désigné délégué de l’APL pour assister à la Conférence nationale des sciences en 1978.
Il est membre du Parti communiste chinois depuis le début des années 1980.
En 1982, il quitte l’armée et va travailler dans l'industrie pétrolière. Puis il fonde une entreprise de raccordements téléphoniques pour les hôtels. En 1987, il fonde l’entreprise des télécoms Huawei.
En 2018, sa fortune est estimée à 3,4 milliards de dollars.
Alors que plusieurs pays de l’Organisation du traité de l'Atlantique nord (OTAN) évoquent un risque d'espionnage de la part de Huawei, Ren Zhengfei dément cette possibilité : « J'aime mon pays, je soutiens le Parti communiste. Mais je ne ferai jamais rien pour nuire au monde ».

## Famille
Ren Zhengfei a trois enfants, deux filles :  Sabrina Meng Wanzhou (directrice financière de Huawei) et Annabel Yao; et un fils : Ren Ping.
Le 6 décembre 2018, sa fille Meng Wanzhou, la directrice financière de Huawei, est arrêtée au Canada sous la demande des Etats-Unis. Huawei aurait notamment utilisé deux sociétés écrans, Skycom et Canicula Holdings, pour vendre des équipements télécoms à l'Iran en 2010, en contravention des sanctions. Avec ces mêmes artifices, Huawei aurait commercé avec la Syrie jusqu'en 2017.